# 霍恩布伦
霍恩布伦（發音：[ˈhoːənbʁʊn] ⓘ）是德国巴伐利亚州上巴伐利亚行政区慕尼黑县的市镇，面积18.58平方千米，2023年12月31日人口为9,018人。